# Zbiornik Mietkowski
Zbiornik Mietkowski este o arie protejată (arie de protecție specială avifaunistică — SPA) din Polonia întinsă pe o suprafață de 1.193,89 ha, integral pe uscat.

## Localizare
Centrul sitului Zbiornik Mietkowski este situat la coordonatele 50°57′15″N 16°37′01″E / 50.9541°N 16.6169°E.

## Înființare
Situl Zbiornik Mietkowski a fost declarat arie de protecție specială avifaunistică în octombrie 2007 pentru a proteja 24 de specii de animale.

## Biodiversitate
Situată în ecoregiunea continentală, aria protejată nu include niciun habitat protejat.
La baza desemnării sitului se află mai multe specii protejate de  păsări (24): rață lingurar (Anas clypeata), rață mare (Anas platyrhynchos), gârliță mare (Anser albifrons), gâscă de semănătură (Anser fabalis), fugaci de țărm (Calidris alpina), fugaci roșcat (Calidris ferruginea), fugaci mic (Calidris minuta),  prundaș gulerat mic (Charadrius dubius), chirighiță neagră (Chlidonias niger), becațină comună (Gallinago gallinago), pescăruș argintiu (Larus cachinnans), pescăruș sur (Larus canus), pescăruș-cu-cap-negru (Larus melanocephalus), pescăruș râzător (Larus ridibundus), culic mare (Numenius arquata), viespar (Pernis apivorus), bătăuș (Philomachus pugnax), ploier argintiu (Pluvialis squatarola), corcodel-cu-gât-roșu (Podiceps grisegena), chiră mică (Sterna albifrons), chiră de baltă (Sterna hirundo), călifar alb (Tadorna tadorna), fluierar negru (Tringa erythropus), fluierar de mlaștină (Tringa glareola).